# Protexarnis vadosa
Protexarnis vadosa là một loài bướm đêm trong họ Noctuidae.